# Casalincontrada
Casalincontrada – miejscowość i gmina we Włoszech, w regionie Abruzja, w prowincji Chieti.
Według danych na rok 2004 gminę zamieszkiwały 2942 osoby, 196,1 os./km².